# Melbourne (Floryda)
Melbourne – miasto w Stanach Zjednoczonych, w stanie Floryda w hrabstwie Brevard, nad laguną Indian River (Ocean Atlantycki). Około 78,5 tys. mieszkańców. W tym mieście urodził się Jim Morrison (właśc. James Douglas Morrison),  wokalista i songwriter zespołu The Doors.
Od 1958 r. w mieście działa politechnika.
W mieście rozwinęło się rybołówstwo oraz turystyka.